# Боґужин
Боґужин (пол. Bogurzyn) — село в Польщі, у гміні Вішнево Млавського повіту Мазовецького воєводства. Населення — 454 особи (2011).
У 1975-1998 роках село належало до Цехановського воєводства.

## Демографія
Демографічна структура станом на 31 березня 2011 року:
|          | Загалом | Допрацездатний вік | Працездатний вік | Постпрацездатний вік |
| -------- | ------- | ------------------ | ---------------- | -------------------- |
| Чоловіки | 246     | 49                 | 162              | 35                   |
| Жінки    | 208     | 47                 | 108              | 53                   |
| Разом    | 454     | 96                 | 270              | 88                   |